# Madurezen
Madurezen (ook: Madoerezen) zijn de autochtone bevolking van het Indonesische eiland Madura, en omringende kleinere eilanden ten noordoosten van Java. Daarnaast wonen grote groepen in het oosten van Java en andere delen van Indonesië. Een klein deel van de Oost-Indische contractarbeiders die op de Surinaamse plantages werkten, de voorouders van de Javaanse Surinamers, waren Madoerezen. Hun nazaten hebben echter de dominante, Javaanse cultuur overgenomen.
Madurezen staan bekend door hun woeste, emotionele aard. Maar aan de andere kant, staan zij ook bekend om hun zuinigheid en hun werkvlijt. Madurezen staan daarnaast bekend als vrome moslims, ofschoon er ook christelijke Madurezen zijn.
Er bestaat een Madurees gezegde dat de aard van de Madurezen goed beschrijft: Lebbi Bagus Pote Tollang, atembang Pote Mata. De betekenis ervan is: "Het is beter om te sterven dan om beschaamd te zijn".